# La Moralita
La Moralita es una localidad española del municipio de Cipérez, perteneciente a la provincia de Salamanca, en la comunidad autónoma de Castilla y León. 

## Geografía
La Moralita se ubica entre Cipérez y Casasola de la Encomienda.

## Historia
Hacia mediados del siglo XIX, el lugar, ya por entonces perteneciente a Cipérez, tenía contabilizada una población de veinte habitantes. Aparece descrito en el undécimo volumen del Diccionario geográfico-estadístico-histórico de España y sus posesiones de Ultramar de Pascual Madoz con las siguientes palabras:

MORALITA: ald. agregada al ayunt. de Ciperez (1 leg.), en la prov. y dióc. de Salamanca (8), part. jud. de Vitigudino (4). Está sit. en una llanura perfectamente ventilada; su clima es vario, siendo las remitentes las enfermedades mas frecuentes. Se compone de 8 casas sin nada en ellas notable, cerca de las cuales tiene un manantial, de cuyas aguas se aprovechan los vec. Confina el térm. por el N. con el de Grandes; E., Castillejo de Evans; S. Rollanejo, y O. Ciperez. El terreno es de mediana calidad, rodeado de monte de roble y encina. Los caminos se encuentran en mal estado, comunicándose con los pueblos inmediatos. El correo se recibe de Vitigudino por propio. prod.: poco trigo, cebada, garbanzos, algarrobas y centeno; hay ganado vacuno y lanar, y caza de liebres, conejos y perdices. pobl.: 7 vec., 20 alm. riqueza y contr.: con su ayunt.
(Madoz, 1848, p. 587)

## Demografía
En 2023, la entidad singular de población tenía empadronados trece habitantes y el núcleo de población, también trece.
| Gráfica de evolución demográfica de La Moralita entre 2000 y 2017                        |
|                                                                                          |
| Fuente: Instituto Nacional de Estadística de España - Elaboración gráfica por Wikipedia. |